# Елшин, Константин Алексеевич
Константин Алексеевич Елшин (5 марта 1901 года, с. Руднево, Пронский уезд, Рязанская губерния — 6 декабря 1970 года, Москва) — советский военный деятель, полковник (1941 год).

## Начальная биография
Константин Алексеевич Елшин родился 5 марта 1901 года в селе Руднево ныне Пронского района Рязанской области.
С января 1916 года рабочим лаборатории цементного завода в селе Ерино (Михайловский уезд, Рязанская губерния), с января 1917 года — на красильной фабрике Аркина в Москве (Хапиловская улица).

## Военная служба

### Гражданская войны
В октябре 1917 года в Лефортово вступил в красногвардейский отряд тов. Знаменского, в составе которого в ходе Октябрьской революции принимал участие в очищении от юнкеров Лефортовских кадетских корпусов. В феврале 1918 года отряд был направлен на Западный фронт, после чего принимал участие в боевых действиях в районе станций Кахановка и Орша. В марте того же года К. А. Елшин вернулся в Москву, после чего продолжил работать на красильной фабрике, в июле уехал на родину в село Руднево, где был избран председателем комитета бедноты, а в ноябре — товарищем председателя волостного земельного отдела в селе Березово Пронского уезда.
15 апреля 1919 года призван в ряды РККА и направлен красноармейцем в Рязанский коммунистический отряд, откуда переведён на учёбу на Самарские пехотные командные курсы, курсантом которых принимал участие в боевых действиях на миллеровском направлении на Южном фронте против войск под командованием А. И. Деникина.
После окончания курсов 1 мая 1920 года назначен на должность командира взвода в Туркестанском запасном стрелковом полку, дислоцированном в Ташкенте, который в составе Бухарской группы войск вскоре участвовал в боевых действиях против басмачей и Эмира Бухарского в районе Шари Хан, Старая и Новая Бухара.

### Межвоенное время
В ноябре 1920 года К. А. Елшин направлен на учёбу в Киевскую высшую объединённую военную школу, после окончания которой в октябре 1922 года назначен на должность командира взвода в пулемётной команде 42-го стрелкового полка (14-я стрелковая дивизия, Московский военный округ), дислоцированного во Владимире. В декабре 1923 года переведён в 40-й стрелковый полк в составе той же дивизии, где служил на должностях командира взвода и роты, одновременно с этим в период с февраля по октябрь 1930 года был комендантом Владимира, а затем — комендантом Ковровского лагерного сбора.
14 ноября 1930 года направлен на учёбу на курсы «Выстрел», после окончания которых с 3 июня 1931 года служил во 2-м стрелковом полку (1-я Московская пролетарская дивизия) на должностях командира учебной роты, помощника начальника штаба полка и командира батальона.
В апреле 1933 года направлен на учёбу в Военную академию имени М. В. Фрунзе, которую в ноябре 1936 года окончил по 1-му разряду и назначен на должность старшего помощника начальника 1-го отделения 4-го отдела Генерального штаба РККА, а в сентябре 1938 года — на должность помощника начальника 1-го отдела штаба Северо-Кавказского военного округа.
В декабре 1939 года направлен на учёбу в Академию Генштаба имени К. Е. Ворошилова.

### Великая Отечественная война
С началом войны подполковник К. А. Елшин был выпущен из академии с дипломом и направлен на Западный фронт, где 10 июля назначен на должность начальника штаба 55-й стрелковой дивизии, которая принимала участие в тяжёлых оборонительных боевых действиях на реке Сож в районе Пропойска в ходе Смоленского сражения, в конце августа — на гомельском направлении, а с сентября — во время Киевской оборонительной операции участвовала в боях в районе города Щорс, а затем отступала по направлению на Нежин и Прилуки, в ходе чего 24 сентября попала в окружение в районе Пирятин — Оржица. Во время окружения К. А. Елшин вместе с группой штаба дивизии присоединился к кавалерийской группе под командованием комбрига А. Б. Борисова, в составе которой в октябре вышел из окружения в районе Ахтырки в военной форме, с документами и оружием, после чего находился в распоряжении в резерве Юго-Западного фронта.
В декабре 1941 года направлен в Южно-Уральский военный округ, где назначен на должность командира 200-й стрелковой дивизии, формировавшейся в Бузулуке. После завершения формирования в апреле 1942 года дивизия была направлена на Северо-Западный фронт, после чего принимала участие в боевых действиях в ходе Демянской наступательной операции.
3 июля 1942 года К. А. Елшин назначен на должность заместителя начальника штаба по ВПУ 11-й армии, после чего принимал участие в боевых действиях восточнее Старой Руссы, в ходе которых 20 августа был тяжело ранен в правую ногу, после чего лечился в московском госпитале имени Мандрыка, а с 29 ноября — в санатории «Архангельское».
После выздоровления в апреле 1943 года назначен на должность первого заместителя начальника Управления военной подготовки учащихся гражданский учебных заведений, в октябре — на должность заместителя начальника этого же управления — начальника 1-го отдела.
В марте 1944 года переведён на должность военного комиссара Рязанского областного военкомата, а 29 марта 1945 года — на должность начальника Московских высших курсов усовершенствования офицерского состава местных органов военного управления.

### Послевоенная карьера
После окончания войны находился на прежней должности.
В феврале 1946 года назначен на должность военного комиссара Костромского областного военкомата.
Полковник Константин Алексеевич Елшин 25 января 1949 года вышел в отставку по болезни. Умер 6 декабря 1970 года в Москве.

## Награды
- Орден Ленина (21.02.1945);
- Три ордена Красного Знамени (27.01.1943, 14.02.1943, 03.11.1944);